# Oxylia
Oxylia is een kevergeslacht uit de familie van de boktorren (Cerambycidae). De wetenschappelijke naam van het geslacht werd voor het eerst geldig gepubliceerd in 1862 door Étienne Mulsant.

## Soorten
Oxylia omvat de volgende soorten:
- Oxylia argentata (Ménétriés, 1832)
- Oxylia duponchelii (Brullé, 1832)